# Inga (quéchua)
O povo indígena inga [inka] ou ingano é um grupo quéchua, situado em áreas mais ao norte da região quéchua.

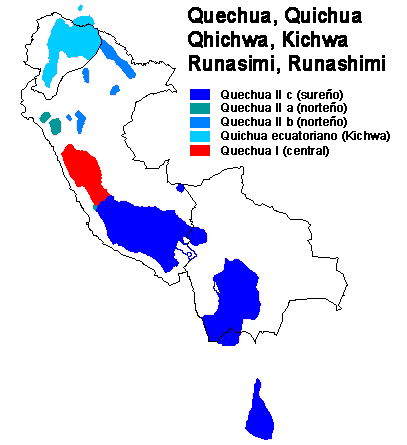
principais concentrações da língua quéchua na América atualmente.

## Língua
Os ingas falam diferentes dialetos do quíchua, que é também falada no Equador e no Peru.

## História
Alguns estudos têm proposto a hipótese sobre a origem desse grupo estar relacionada a comunidades do grande Império Inca em tempos pré-hispânicos, na missão de "guardar" das fronteiras para evitar revoltas de tribos submetidas a impostos.

1-Amazonas / 8-Caquetá / 10-Cauca / 21-Nariño / 23-Putumayo

Há outro estudo propondo que os inganos são descendentes de uma guarnição enviada pelo "supa inca" Huayna_Capac para o vale de Sibundoy e para o vale de Mocoa em Putumayo para submetar os Camsá em 1.492. Se trata de uma mitimak-kuna ou uma comunidade militar com funções agrícolas, com mercadores dedicados ao comércio externo, e com recolhimento de informações, para o Império Inca.
Estes quéchuas estavam assentados no extremo norte (Chinch) dos limites do império.  Com a divisão do império em 1.527 entre os seguidores de Inti Cusi Huallpa e de Atahualpa, iniciou um período de isolamento. Com a morte de Atahualpa em 1.533 e com a invasão espanhola em 1.538 no Império Inca, agravou a situação de isolamento.
A união dos descendentes desta mitimak-kuna com a população Camsá na região, e expandiu até a região dos Andaquí, (no Caquetá, no norte de Putumayo, e no sudeste de Cauca), e logo estendeu vários assentamentos no noroeste do Amazonas.
Segundo esta perspectiva, no final do século XV, após chegarem no vale de Sibundo e para evitar a resistência dos Kwaiker em Nariño, eles dirigiram-se para a atual região em Putumayo, onde permaneceram isolados dos outros grupos quéchuas. Mais tarde houve novas migrações para áreas de Caquetá e de Nariño.
Mais tarde a expansão dos capuchinos, estabeleceu missões em seus assentamentos, provocando grande impacto em sua cultura.
A Guerra Colombo-Peruana de 1933 e a colonização militar na região, fizeram cerca de mil inganos do Alto Putumayo migrarem para outras áreas vizinhas, para centro urbanos e para a Venezuela
provocou imigração para outras áreas. 
O êxodo é evidenciado pelas gerações de inganos nascidos em outras regiões e sobrevivem geralmente nas cidades na economia informal, como curandeiros, vendedores ambulantes  de plantas medicinais e outros produtos curativos ou mágicos-religiosos. Também comercializam artesanato e instrumentos musicais. Trabalham principalmente em áreas de comércio popular e em menor proporção em feiras e em praças.

## Locais atuais
| Referência geográfica                                                                              | Nome em português |
| -------------------------------------------------------------------------------------------------- | --- |
| departamento de Putumayo, principalmente no vale do Sibundoy, vale do Yunguillo e vale do Condagua | > cidade de Santiago (Colombia); > cidade de San Andrés; > cidade de Colón; > cidade de Chaluayaco; > cidade de Puerto Limón; > área de San Miguel de la Castellana na cidade de Villagarzón; > cidade de Puerto Ospina nas margens do rio Putumayo; > cidade de Puerto Asís; > cidade de Yarinal; > cidade de Puerto Umbría; > cidade de Puerto Leguízamo; > cidade de El Hacha; > cidade de Concepción (Colômbia); > cidade de Calenturas; |
| departamento de Nariño                                                                             | > cidade de Aponte |
| departamento de Caquetá                                                                            | > cidade de Yurayaco; > rio Fragua; > cidade de Solano; > cidade de Valparaiso; |
| departamento de Cauca                                                                              | > região sul, conhecida como Bota Caucana, por causa do seu formato de bota no mapa; > cidade de Guayuyaco |
| grandes centros urbanos                                                                            | > cidade de Bogotá; > cidade de Cali; > cidade de Medelim. |

## Comunidades
Os ingas são "médicos" por excelência e possuem um grande conhecimento de plantas medicinais. O yagé, planta que utilizam de diversas formas, é considerado o meio que revela o mundo temporal e o espiritual dos ingas e dos kamëntsá. É por meio do uso do yagé que os xamãs fazem contato com os criadores.
O casamento representa um vínculo indissolúvel, tanto pela cerimónia tradicional, como na católica. A família de caráter nuclear e o espaço familiar gira em torno do fogão. As moradias são do tipo de camponeses, geralmente são retangulares e com três ou quatro cômodos.

## Xamanismo
Muitos inganos itinerantes estão estreitamente ligados com a prática da medicina tradicional, que além da prática de cura e de cultivo, há trocas, entregas ou vendas de plantas medicinais ou mágicas-religiosas, mas o estudo e o intercâmbio com outras comunidades e outras tribos, lembra a cultura dos Kallawaya da Bolívia.
O conhecimento dos sinchi (sábios), também chamados de taitas ou curacas, estão vinculados ao uso e administração da planta Banisteriopsis caapi, conhecida também como ayahuasca' ou yagé, de efeitos psicotrópicos. A importância desta planta na cultura inga implica uma importante relação com as culturas da selva, especialmente a andaquí, a cofán, a siona e a witoto. 
A preparação de um sinchi começa na infância, quando são escolhidos por taitas e educados nos conhecimentos da natureza, da espiritualidade, da vida, da sociedade e da medicina.
Os sinchi cultivam as ervas medicinais e mágico-religiosas em chácaras com guardiões espirituais, organizadas como um microcosmos que representam às forças da natureza, o homem, a mulher, as relações sociais e as relações interétnicas.

## Carnaval
O Carnaval dos ingas começa no domingo anterior a quarta feira de cinzas, com celebração em homenagem ao arco-íris e agradecimento à mãe terra. Os homens tocam flautas, trompetes e tambores, as mulheres tocam chocalhos e guizos. Dançam em fila e em círculo, inclinando e balançando o corpo. Geralmente os homens usam ponchos ou capisayos listrados com gola em "V", e as mulheres usam saias longas, blusas com cor forte e disfarces. 
As pessoas na terça feira se disfarçam  com máscaras de madeira, sisal, metal ou papel. Representam cenas tradicionais, históricas ou lendárias e novamente dançam até culminar o Carnaval na quarta feira, comendo e bebendo em abundância.

## Organização social
A descendência para os homens é patrilinear e para as mulheres é matrilinear, e o sobrenome do avô passa para o pai, que passa para o filho, e que passa para o neto e o sobrenome da avó passa para o mãe, que passa para o filha, e que passa para o neta, de maneira que o gênero determina o parentesco.
O sistema de parentesco inga reconhece a hierarquia entre as gerações que se estende por toda a comunidade, concebida como uma família extensa, os maiores (tios), os iguais (primos) e menores (sobrimos).
O conselho é a instituição que rege o povo inga, com um governador com chefe. Atualmente há uma frente comum formada por três conselhos, na região de Santigado, de Santo Andrés e Colón, e de Kamsáde Sibundoy. Estes conselhos buscam encontrar soluções para os problemas de terras e definir posições conjuntas frente ao governo e instituições privadas, fortalecendo a autoridade interna do grupo. 
O trabalho comunitário, como estradas, como pontes, como canais para drenagem, como casas, como preparar o solo, como semear, e como colher. O trabalho comunitário, com tradições que vem desde os incas e os espanhóis, são de três modalidades. A minga, que troca o trabalho por comida e chicha (aguardente de milho); os divichidos, que trocam trabalho por trabalho; e os conchavos (contratos) que troca o trabalho por um valor.

## Econômia
A economia baseia-se principalmente na agricultura, principalmente no cultivo de arroz, feijão, abóbora, batata, mandioca, horaliças amendoim e frutas, sijse, e ají (pimentão pequeno picante),e em menor número a pecuária leiteira, a criação de perus, a caça e pesca para subsistência. Comercializam por várias localidades do departamento de Nariño. 
Muitos ingas conseguem viver do fornecimento de produtos nos centros urbanos de todo o país, retornando periodicamente para abastecer-se, consolidando uma base comercial sem perder o vínculo com o seu território ancestral. Uma característica própria dos ingas é sua ampla atividade comercial migratória, levando-os a diferentes lugares de Colômbia, Venezuela, América Central e Antilhas.
Em Cali e Bogotá, por exemplo, existem comunidades ingas com Conselhos reconhecidos legalmente com autoridade própria.